# Josef Böhm (hudebník)
Josef František Böhm (20. listopadu 1881 Žižkov – 8. ledna 1967 Vysoké Mýto) byl český hudební skladatel, varhaník, pedagog, sbormistr a ředitel kůru (regenschori).
Byl posledním žákem Antonína Dvořáka.

## Život a dílo
Ve věku 5 let následkem prodělaných černých neštovic přišel o jedno oko. V dospělosti (roku 1933) pak po neúspěšné operaci odchlípené sítnice oslepl docela.
Coby multiinstrumentalista ovládal řadu hudebních nástrojů. Od 10 let hrál v orchestru na klavír a housle, od 13 let na křídlovku.
V 19 letech začal studovat Pražskou konzervatoř. Studium započal kontrabasem, ale ze zdravotních důvodů (pro nemocné oči příliš vzdálená partitura) se zaměřil na studium kompozice u Antonína Dvořáka a klavíru u Josefa Kličky a Karla Steckera .
Později se ještě naučil hrát na violoncello a varhany.
Po studiích působil jako člen orchestru Nového německého divadla v Praze, na kůru chrámu v Karlíně u hudebního skladatele Ondřeje Horníka a od roku 1901 jako člen Německé filharmonie.
Roku 1902 se přestěhoval do Vysokého Mýta. Zde zastával funkci varhaníka v kostele svatého Vavřince, od r. 1903 dirigoval hudební odbor pěveckého spolku „Otakar“ zahrnující 200 pěvců. V letech 1904–1909 a 1919–1925 byl sbormistrem a ředitelem spolku „Otakar“. Na tuto funkci v roce 1926 ze zdravotních důvodů rezignoval, roku 1941 byl jmenován jeho čestným členem.

Mezi lety 1904 až 1926 byl ředitelem kůru, vedle toho pracoval jako knihovník (1923–1941), založil a dirigoval „Orchestrální sdružení“ a učil zpěv na místních středních a odborných školách. Po roce 1926 vyučoval již jen soukromě.
Zkomponoval řadu hudebních skladeb, především pro vysokomýtský sbor československé církve husitské.
Mezi jeho přátele patřili např. hudební skladatel J. B. Foerster, pěvkyně Ema Destinnová, klavírní virtuózka Noemi Jirečková , primarius Smetanova kvarteta Jiří Novák .
Byl blízkým příbuzným akademického malíře Václava Peřiny.